# Сантьяго Буено
Сантьяго Ігнасіо Буено Скіутто (ісп. Santiago Ignacio Bueno Sciutto, нар. 9 листопада 1998, Монтевідео, Уругвай) — уругвайський футболіст, центральний захисник англійського клубу «Вулвергемптон Вондерерз» та національної збірної Уругваю.

## Ігрова кар'єра

### Клубна
Сантьяго Буено є вихованцем клубної академії столичного «Пеньяроля». У 2017 році футболіст перебрався до Європи, де приєднався до молодіжного складу іспанської «Барселони». У тому ж році захисника було внесено до заявки другого складу «Барселона Б» але одразу ж Буено був відправлений в оренду до клубу Терсери «Пералада», де і грав наступні два роки.
Влітку 2019 року Буено як вільний агент перейшов до «Жирони», уклавши з клубом контракт на п'ять років. 19 грудня в кубковому матчі Буено дебютував у новій команді. Першу гру в чемпіонаті Іспанії захисник провів 20 липня 2020 року, коли вийшов на заміну у матчі проти «Алькоркона». В сезоні 2021/22 своєю постійною грою в основному складі Буено допоміг «Жироні» підвищитися до Прімери. 14 серпня 2022 року у матчі проти «Валенсії» Буено дебютував у Прімері. В січні 2023 року футболіст продовжив контракт з клубом до 2026 року.
Перед сезоном 2023/24 Буено перейшов до англійського «Вулвергемптон Вондерерз», з яким підписав п'ятирічний контракт. 27 листопада 2023 року захисник зіграв першу гру в англійському чемпіонаті.

### Збірна
З 2014 року Сантьяго Буено представляв Уругвай в складі юнацьких та молодіжної збірної. У 2017 році в складі молодіжної збірної Буено став переможцем молодіжного чемпіонату Південної Америки.
24 березня 2023 року у товариському матчі проти команди Японії Сантьяго Буено дебютував у складі національної збірної Уругваю.

## Титули
Уругвай (U-20)
 Чемпіон Південної Америки: 2017